# Reserva natural de las lagunas de San Andrés y de Sancha
La Reserva Natural de las Lagunas de San Andrés y de Sancha, creada en agosto de 2000, se inserta en dos sistemas lagunares costeros de gran importancia biológica, expresamente en términos ecológicos, ictiológicos, botánicos y ornitológicos. Las dunas desempeñan un papel fundamental en la protección de las lagunas y presentan una vegetación característica, incluyendo algunas especies endémicas. La faja litoral constituye una zona de paso de delfines y aves de gran importancia.
En esta reserva Se han registrado 241 especies. Destacan para la el  aguilucho lagunero occidental (Circus aeruginosus), el charrancito común (Sterna albifrons), la buscarla unicolor (Locustella luscinioides), la garza imperial (Ardea purpurea), la focha común (Fulica atra), el avetorillo común (Ixobrychus minutus), el ánade friso  (Anas strepera), la  cerceta común  (Anas crecca), la cerceta carretona (Anas querquedula), el alcotán europeo (Falco subbuteo), el pato colorado (Netta rufina), el pato cuchara, (Anas clypeata), el chotacabras cuellirrojo (Caprimulgus ruficollis) y el carricero común (Acrocephalus scirpaceus).

## Clima
El clima es subtropical mediterráneo con inviernos lluviosos y veranos secos, pero con fuerte influencia marítima. Las temperaturas se mantienen en general templadas todo el año excepto en períodos de vientos de levante, cuando estas pueden subir (verano) o descender (invierno) vertiginosamente durante algunos días.
El régimen de vientos es un importante factor en el clima de la región. Los vientos dominantes son los del cuadrante norte y noroeste. En el invierno es normal que ocurran periodos con vientos del cuadrante oeste, asociados al frente polar, mientras que en el verano, hay vientos del este durante la noche que rolan a noroeste y al oeste por la tarde ( nortada), asociados a persistencia de las altas presiones subtropicales que se dan junto a las Azores.
En las tardes del comienzo del verano (especialmente en junio y julio) son comunes brisas moderadas a fuertes del cuadrante NW y W, que arrastran aire húmedo y fresco, con temperaturas alrededor de los 20 °C y una humedad de hasta el 90%; en la segunda mitad del verano (en agosto y septiembre) los vientos tienden a ser menos intensos.
En invierno, a veces hay tormentas con fuertes vientos del suroeste o del sur, que después rolan al noroeste, asociadas al paso de perturbaciones frontales.
En cuanto a las temperaturas medias anuales rondan los 16-17 °C.
En el verano (junio a septiembre) los promedios mensuales son de alrededor de 18-23º con los valores mínimos durante la noche alrededor de 15-20 °C y entre 22 y 32 °C durante el día.
En invierno (diciembre a marzo) las medias mensuales están alrededor de 10/13, con valores mínimos por la noche entre los 6 y 12 °C y durante el día entre 12 y 20 °C.
Durante el año ocurren esporádicos picos que pueden variar entre -3/0 °Cº de mínimo absoluto (enero / febrero) y 38/41 °C máximo absoluto (junio a septiembre).
Los meses de transición en abril/mayo y octubre/noviembre son agradables, con temperaturas de 18 a 28 por el día y de 10 a 20 por la noche.
La  precipitación media anual es de 550-650 mm, la temporada de lluvias se fija entre finales de octubre y mediados de abril, cuando se contabiliza casi la totalidad de las precipitaciones, ya que en el  verano, especialmente entre junio y septiembre las lluvias son poco frecuentes e inciertas, por lo general se producen en forma de tormentas eléctricas y lluvias aisladas.
La precipitación muestra un carácter torrencial típico del sur del país y otras zonas del Mediterráneo,  produciéndose en forma de lluvias o tormentas fuertes y concentradas especialmente durante la llegada de las tormentas del Atlántico en la época de lluvias.
También es normal la ocurrencia de variación en la precipitación entre años, con años más húmedos seguidos de años secos.
Las nieblas no son muy comunes, se producen en tan sólo unos pocos días del año, pero la humedad tiende a permanecer alta, incluso en los periodos más cálidos, lo que acentúa la sensación de calor en el verano y frío en invierno.
La insolación media anual es muy alta, la más alta del país y de Europa, rondando el 2600-3000 h.
El mar se presenta generalmente mucho más turbulento que en el Algarve, pero más tranquilo que en la costa norte, el oleaje predominante es del WNW con una altura media de unos 2 m.
Cuando las tormentas se aproximan a la costa o llegan a ella, en la época de lluvias, puede ocurrir temporales del W/SW con olas de hasta 10-15 m.
Hay pocos días con oleaje bajo (menos de 0,5 m).
El agua de mar es muy rica en nutrientes/vida acuática y limpia y también fría, dada la frecuente surgencia generada por el régimen de vientos del N.
La temperatura del agua del mar oscila entre 13/16 enero/febrero y 18/23 agosto/septiembre.